# Kinihira (Rulindo)
Kinihira (Kinyarwanda Umurenge wa Kinihira) ist einer von 17 Sektoren im Distrikt Rulindo in der Nordprovinz von Ruanda.

## Geographie
Kinihira hat eine Fläche von 27,4 km² und liegt auf einer Höhe von etwa 1810 m. Der Sektor unterteilt sich in die vier Zellen Butunzi, Rebero, Marembo und Karegamazi. Nachbarsektoren sind im Norden Rukozo, im Nordosten Miyove, im Osten Kisaro, im Südosten Buyoga, im Süden Tumba, im Südwesten Bushoki und im Westen Base. Die Süd- und Südostgrenze von Kinihira bildet der Fluss Cyohoha und die Nordwestgrenze der Rukeli. Beide fließen zur Westspitze des Sektors, wo sie zusammenlaufen und als Base weiterverlaufen.

## Bevölkerung
Nach der Volkszählung von 2022 betrug die Einwohnerzahl 17.145 Einwohner. Zehn Jahre zuvor waren es 15.344, was einem jährlichen Bevölkerungszuwachs von 1,1 Prozent zwischen 2012 und 2022 entspricht.

## Gesundheitswesen
Im Sektor befindet sich das Kinihira Provincial Hospital, welches 2012 zunächst als Bezirkskrankenhaus gegründet wurde. Es versorgt acht Gesundheitszentren in den Sektoren des Distrikts Rulindo und drei weitere Gesundheitszentren der benachbarten Distrikte Burera und Gicumbi.

## Verkehr
Durch den Sektor verläuft eine Stand 2022 nicht asphaltierte District Road.